# Jørgen Steinicke
Jørgen Steinicke (født 19. juli 1949 i København) er en dansk autodidakt maler. 
Uddannet cand. mag. i historie og kunsthistorie fra Københavns Universitet. Siden 1984 bosat på Tirslund Skole i Holsted S. Siden 1989 medlem af BKF. Medlem af kunstnergrupperne Jargon (Erik Bøgh, Leif Fogh Jacobsen, Peter Bent Nielsen, Poul Pava) og FuFo (Leo Tandrup, Lars bang, Karen T. Christensen, Carsten Frank).
Jørgen Steinicke startede sin professionelle kunstnerkarriere i starten af 1980´erne bl.a. med kunstprojektet i Avedøre Stationsby "Lad os male stationsbyen rød – og gul, grøn, blå ..." (1981-83). Fra 1985 til starten af 1990´erne kunstteoretisk samarbejde med Poul Gernes – bl.a. med udgivelse af kunsttidsskriftet "Navnløs".
Mødet med Paul Gernes påvirkede stilistisk og farveholdningsmæssigt i en årrække Jørgen Steinicke, der blev optaget af såkaldt primitiv kunst – dels helleristninger fra bronzealderen, dels kunstneriske udtryk han mødte på rejser i Latinamerika (Peru/Bolivia 1975),Mexico 1990 og senest Argentina/Brasilien 2010)og Afrika (Senegal, Gambia 1983). Der var tale om kunstneriske urformer, brugt til at skabe kommunikation mellem mennesker.
Sidenhen afløstes det koloristiske flademaleri af et ekspressionistisk udtryk bestandigt med mennesket i fokus. Kunstneren lod sig i høj grad inspirere af sine talrige rejser til især Italien, hvor mødet med renæssancens og barokkens mestre blev en afgørende inspirationskilde. Det der optager kunstneren er frem for alt mødet mellem mennesker. Kan det enkelte individ virkelig nå hin anden? Hvordan kan vi få det til at fungere både på det nære personlige plan, som på det store samfundsmæssige plan? Det er mennesketlivets evige eksistentielle spørgsmål. I en længere periode anvendte kunstneren engle i sine billeder – ikke i religiøs forstand, men som en metafor for "noget større/ noget andet", en længsel – et håb. Englene repræsenterede da slet og ret Skønheden, Godheden, Retfærdigheden, Kærligheden – de store idealer, som mennesket har så svært ved at leve op til, men som vi omvendt heller ikke kan undvære, hvis vi skal leve som anstændige og hele mennesker.
Med kunstnergruppen FuFo søgte Jørgen Steinicke at trænge dybere ned i den kunstneriske arbejdsproces. Gennem et gensidigt forpligtende fællesskab har gruppen under kunsthistorikeren Leo Tandrups kritiske vejledning taget afsæt i ældre tiders kunst for at skabe et nutidigt kunstnerisk udtryk.
Jørgen Steinicke har udført flere større udsmykninger – bl.a. HK-Esbjerg (1990-91), Voksenskolen i Esbjerg (1991), Viadukt i Holsted (1999/2010) og Medius Holsted (2008-09).
Jørgen Steinicke ejer Galleri 46, hvor der sammen med Sydjysk Kunstforening løbende arrangeres udstillinger. Desuden driver han det lille Forlaget Tirslund. 
Litteratur bl.a: 
- Kunst og kunstnere i Ribe Amt, 1988, 1996, 2003
- Weilbachs Kunstnerleksikon 1998
- Jørgen Printz Steinicke: Et strejf af englens vinge, Forlaget Tirslund 2004
- Leo Tandrup: To mennesker mødes – katalog til udstilling på Silkeborg Bad 2008
- Tom Jørgensen (red.): 101 kunstnere 2010, 2010